# 同登戰役 (1885年)
同登戰役發生於1885年2月23日，是中法戰爭期間法國的一次重要勝利。戰役名稱因同登鎮而得名，位於越北靠近中越邊境。
這場戰鬥是作為諒山戰役的輔助進行的，法國在諒山戰役中佔領了中國廣西軍的基地。

## 註腳
1. ↑  Lecomte, 348-9
2. ↑  Armengaud, 28–35; Bonifacy, 20–21; Dreyfus, 117–20; Grisot and Coulombon, 459–60; Harmant, 175–80; Lecomte, 337–49; Lung Chang, 334–5; Maury, 159–72; Normand, 122–34 and 135–41